# Rod Temperton
Rod Temperton (Cleethorpes, Inglaterra, 9 de outubro de 1949  – Londres, setembro/outubro de 2016) foi um músico e compositor britânico que conquistou o estrelato em 1977 com o grupo de pop-disco Heatwave, do qual foi integrante. É mais lembrado pelo trabalho realizado ao lado do produtor Quincy Jones, como compositor. Criou canções de sucesso para Michael Jackson ("Rock With You", "Thriller", "Off The Wall") Aretha Franklin ("Livin' In The Streets"), George Benson ("Give Me the Night"), Karen Carpenter ("Karen Carpenter") e Donna Summer, ("Livin' In America", "Love Is In Control").

## Morte
Em 5 de outubro de 2016, a morte de Temperton foi anunciada por seu editor musical que a descreveu como "uma breve e agressiva batalha contra o câncer". Temperton morreu aos 66 anos, em Londres, na semana anterior à divulgação da nota. A data exata de sua morte não foi divulgada.